# Molophilus furiosus
Molophilus furiosus là một loài ruồi trong họ Limoniidae. Chúng phân bố ở miền Cổ bắc.